# Сусич, Владимир Владимирович
Владимир Владимирович Сусич (25 января 1938 — Минск) — советский борец классического стиля, чемпион и призёр чемпионатов СССР, мастер спорта СССР международного класса (1966).

## Биография
Увлёкся борьбой в 1958 году. В 1962 году выполнил норматив мастера спорта СССР. Мастер спорта СССР международного класса (1966). Участвовал в десяти чемпионатах СССР. Победитель международных турниров. Победитель турнира Ивана Поддубного в 1966 и 1971 годах.

## Спортивные результаты
- Чемпионат СССР по классической борьбе 1968 года — ;
- Чемпионат СССР по классической борьбе 1969 года — ;
- Чемпионат СССР по классической борьбе 1970 года — ;
- Классическая борьба на летней Спартакиаде народов СССР 1971 года — ;
- Чемпионат СССР по классической борьбе 1973 года — ;